# Скіатос
Скіа́тос (грец. Σκιάθος, трансліт. Skiáthos, IPA: [ˈscaθos]; дав.-гр. Σκίαθος, трансліт. Skíathos, МФА: [skí.atʰos]; лат. Sciathos та Sciathus) — острів у західній частині Егейського моря. Територіально належить до ному Магнісія периферії Фессалія. На острові розташовано Національний аеропорт острів Скіатос та руїни замку.
Докладніше: Замок Скіатос

## Персоналії
На Скіатосі народились:
- Александрос Пападіамантіс (1851—1911) — новогрецький прозаїк.
- Александрос Мораотідіс (1850—1929) — новогрецький письменник.